# Beckholmsbron

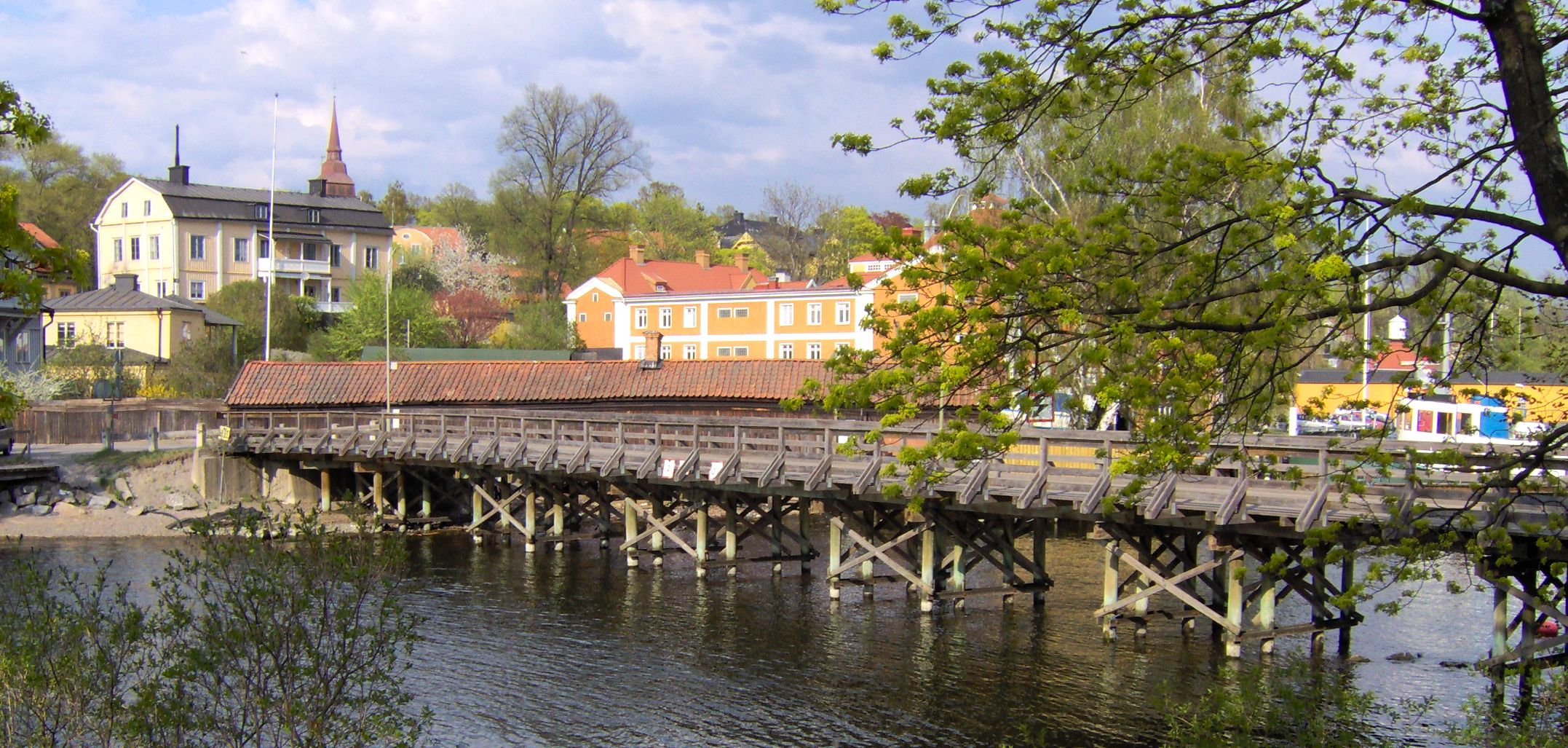
Beckholmsbron sedd från Beckholmen

Beckholmsbron förbinder Beckholmen med Djurgården i Stockholm. Bron är en 55 meter lång och 4,5 meter bred (avser körbanan) träbro med en körbana och trottoar över Beckholmssundet strax öster om Djurgårdsvarvet.
Beckholmsbron uppfördes år 1851 som ett provisorium, tre år efter det att Grosshandlarsocieteten och Skeppsrederierna i Stockholm övertog Beckholmen. Samtidigt anlades även Östra och Västra dockan på ön. En ny bro (den nuvarande) byggdes först 1992, också den i trä, efter att Gatukontoret fått avslag på att bygga en i betong.